# Bob Hastings
Bob Hastings (18. April 1925 - 30. juni 2014) var en amerikansk skuespiller og tegnefilmsdubber. Han var kendt som stemmen bag James Gordon i Batman: The Animated Series.